# Schloss Wolkenburg
Das Schloss Wolkenburg ist eine Burg oberhalb der Zwickauer Mulde in der Ortslage Wolkenburg/Mulde des Ortsteils Wolkenburg-Kaufungen der Stadt Limbach-Oberfrohna in Sachsen.

## Geographische Lage
Das Schloss Wolkenburg befindet sich auf einem Bergsporn in einem nach Westen hin offenen Flussbogen der Zwickauer Mulde. Der Ort Wolkenburg/Mulde liegt südwestlich der Burg am anderen Ufer der Zwickauer Mulde. Das Schloss samt Park bildet ein Ensemble mit der St. Mauritiuskirche.

## Geschichte

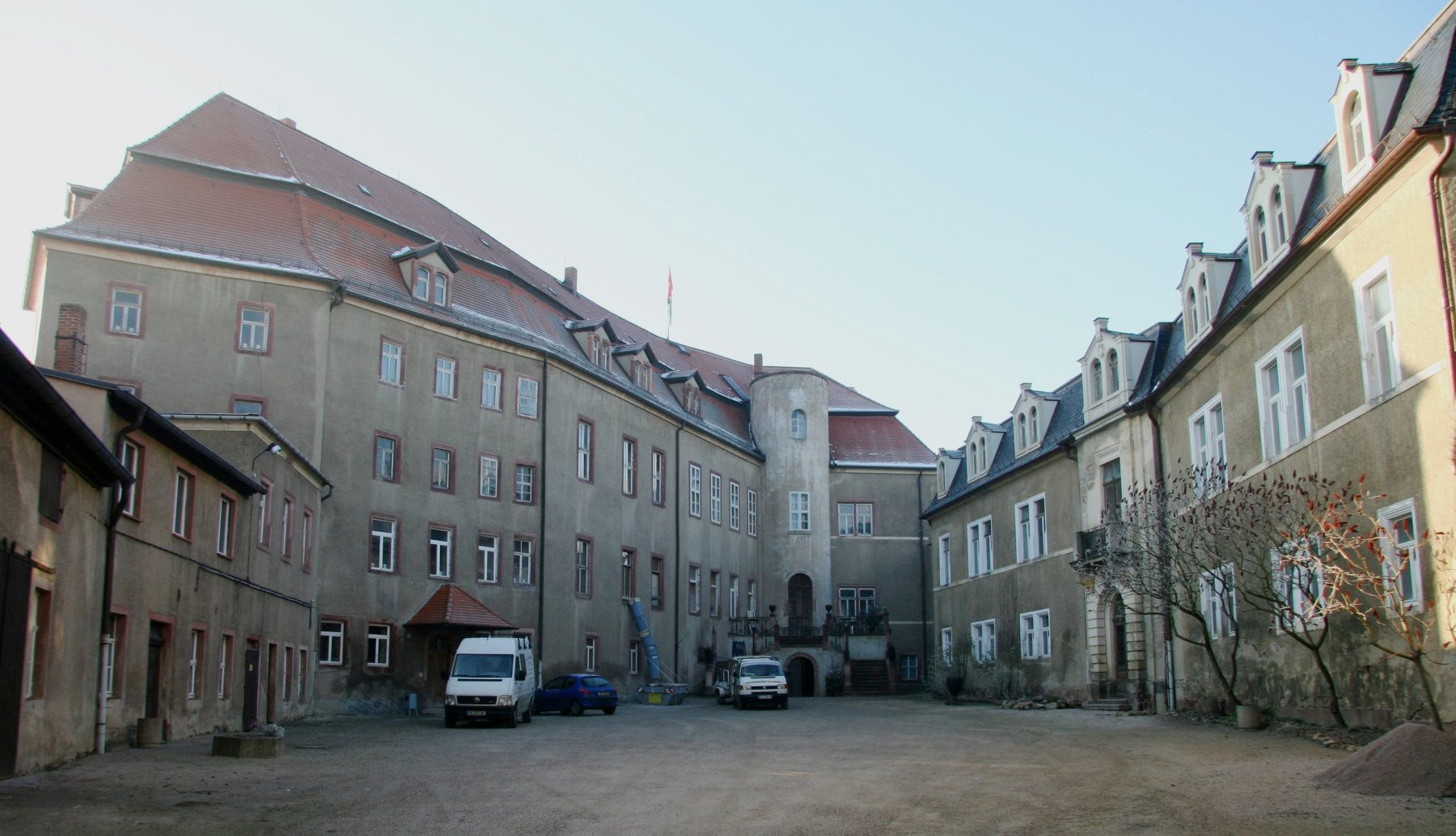
Schlosshof

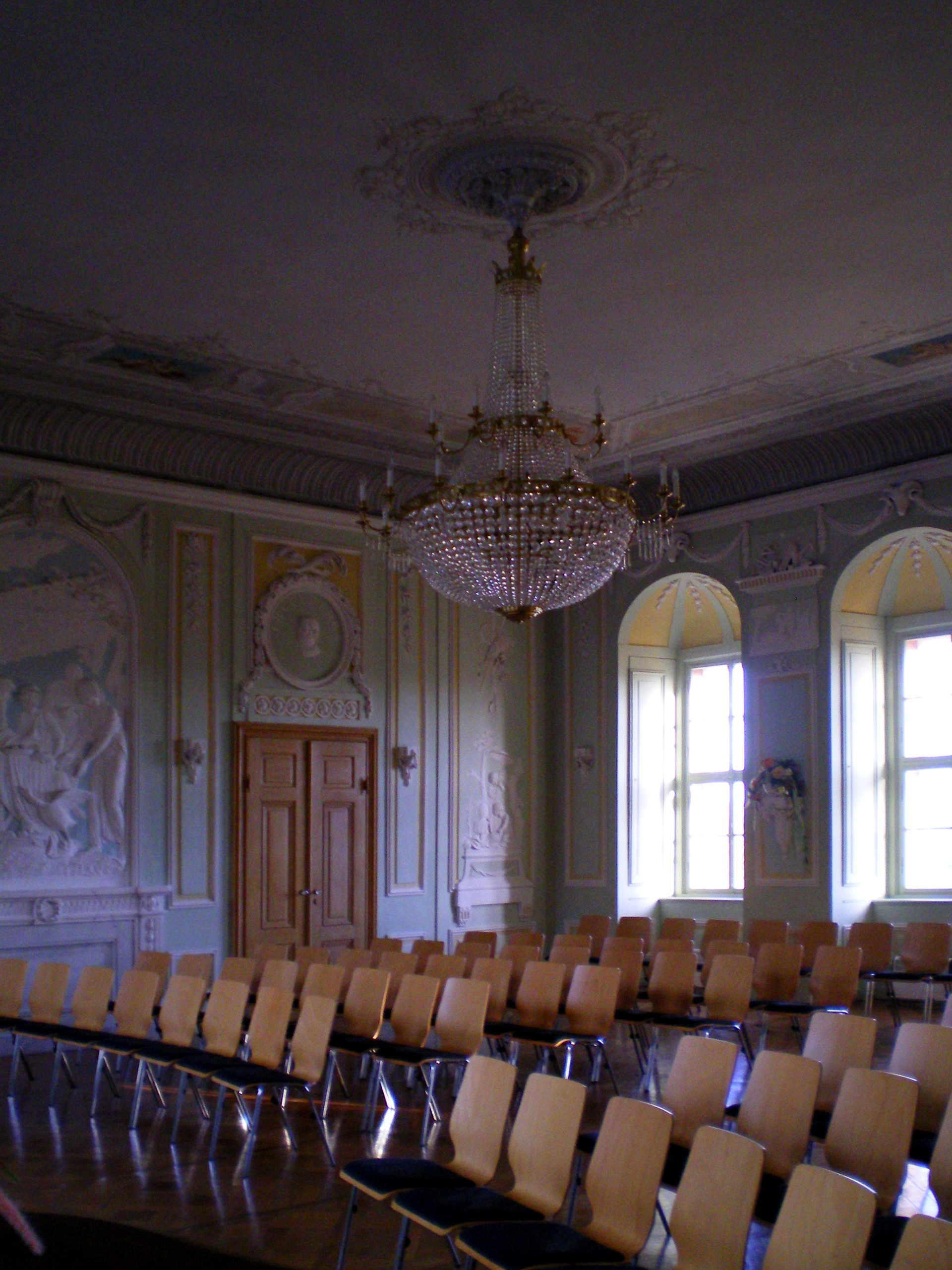
Festsaal

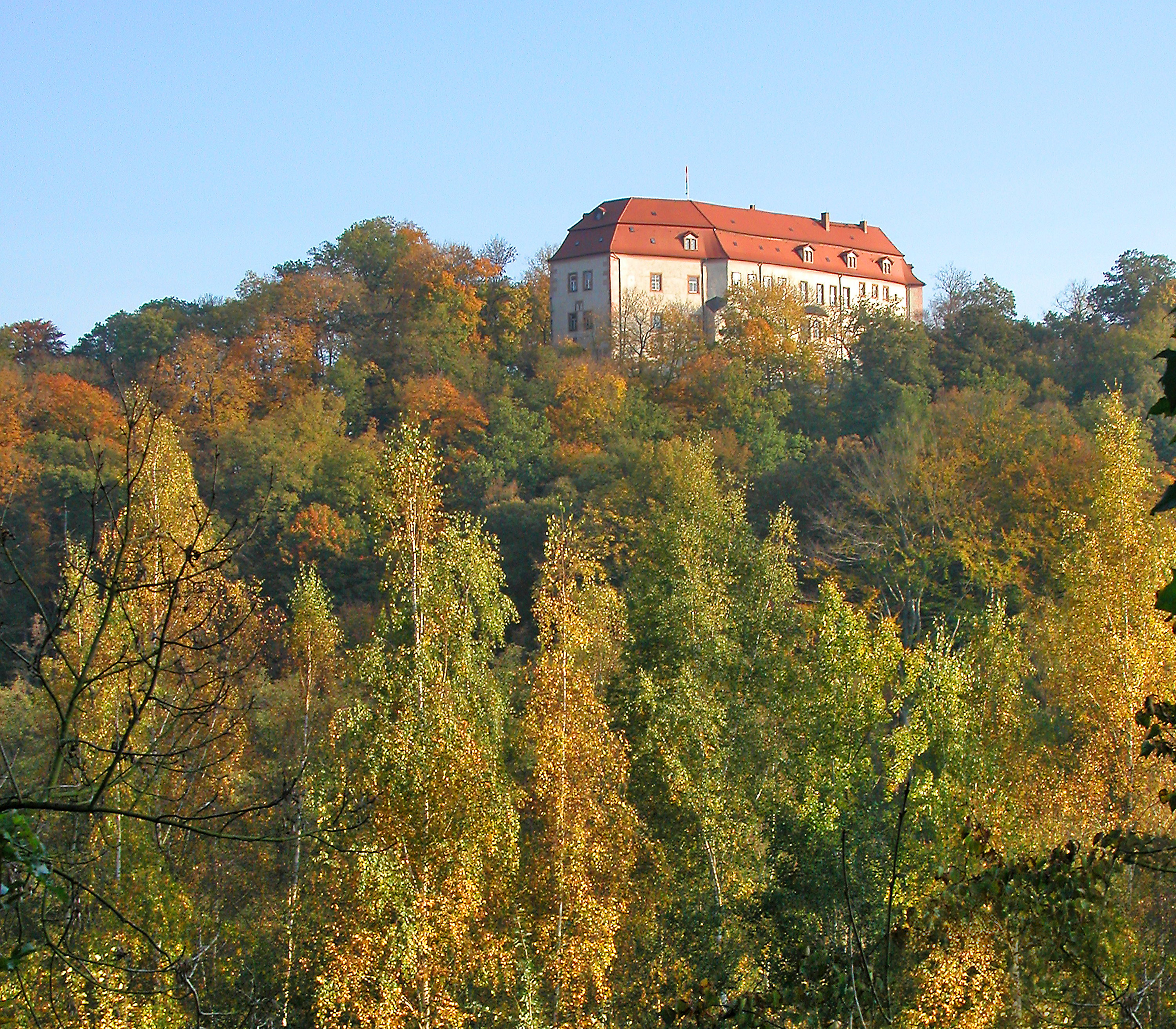
Hoch über der Zwickauer Mulde liegt Schloss Wolkenburg.

Das Schloss wurde vermutlich Ende des 12. Jahrhunderts als Burganlage erbaut.
1241 ist ein „Hugo de Wolkenberc“ (Nebenlinie der Adelsfamilie von Colditz) urkundlich belegt. Die Anlage hat einen ovalen Grundriss von ca. 70 × 50 m. Die einzelnen Gebäude sind durch eine Ringmauer verbunden. Man betritt den Hof durch einen Torturm mit barocker Laterne von ca. 1795. Diesem schließen sich beiderseits niedrige Wirtschaftsgebäude an. Im Hof liegt linker Hand ein viergeschossiger Bau mit barocker Befensterung, dem sich – unter gemeinsamem barockem Mansarddach – ein dreigeschossiger Kopfbau mit vorgelagertem Treppenturm aus dem 17. Jahrhundert anschließt. Dieser turmartige Bau enthält noch romanische Bausubstanz, wie das auf der Hangseite zu sehende Doppelfenster aus der Zeit um 1200 zeigt. Diesen Gebäuden gegenüber liegt das zweigeschossige Witwenhaus mit Mansardfenstern, das 1873 in schlichten Neorenaissanceformen errichtet wurde.
Im Mittelalter wechselten die Burgherren sehr häufig. Im 15. Jahrhundert war die Familie von Kaufungen der Schlossherr. Nach dem missglückten Altenburger Prinzenraub am 7. Juli 1455 wurde Kunz von Kauffungen, der Besitzer von Wolkenburg und Kaufungen, enthauptet. Die Familie von Kauffungen musste ihre Herrschaft verlassen und ihre Güter wurden eingezogen. 1635 erwarb Heinrich Hildebrand von Einsiedel (1586–1651) aus Scharfenstein den Adelssitz. Der in den Grafenstand erhobene Familienzweig bewohnte das Schloss und bewirtschaftete das Gut bis zur Enteignung durch die Bodenreform in der SBZ 1945. Die Anlage ging in das Eigentum der Gemeinde Wolkenburg über. Seit der Eingemeindung von Wolkenburg nach Limbach-Oberfrohna Anfang 2000 gehört das Schloss zur Stadt.
Zwischen 1694 und 1700 wurde die Burganlage zu einem Schloss umgebaut und der vorgelagerte Schlosspark zum Renaissancegarten umgestaltet. Später, 1760 bis 1810 erfolgten bauliche Veränderungen durch Detlev Carl Graf von Einsiedel. Die um 1760 eingerichtete runde, zweigeschossige Bibliothek ist für Sachsen von herausragender Bedeutung, da hier erstmals ein Raum mit neugotischen Elementen ausgestattet wurde. Der große Festsaal mit Stuckdekorationen des Oeser-Schülers Christian Unger (1746–1827) um 1790 gehört zu den bedeutendsten Zeugnissen frühklassizistischer Raumkunst in Sachsen. In dieser Zeit wurde auch der Schlosspark im englischen Stil neu angelegt. Dort wurden mehrere Eisenkunstgussplastiken aufgestellt, die aus der Kunst- und Glockengießerei Lauchhammer stammen, welche seit 1776 dem Grafen Einsiedel gehörte. Ein Denkmal des kunstsinnigen Grafen Detlev Carl steht vor der klassizistischen Schlosskirche St. Mauritius, während die alte Kirche auf einer Anhöhe westlich des Schlosses als Erbbegräbnis diente.
Nach 1945 wurde das Schloss zu Wohnzwecken genutzt. Erst seit 1997 wieder für die Öffentlichkeit zugänglich, fanden seit dem Jahr 2000 umfangreiche Sanierungs- und Restaurierungsarbeiten statt. Festsaal und Bibliothek sind bereits restauriert. Seit 2004 kann der Festsaal für standesamtliche Trauungen genutzt werden.

Rund um Schloss Wolkenburg
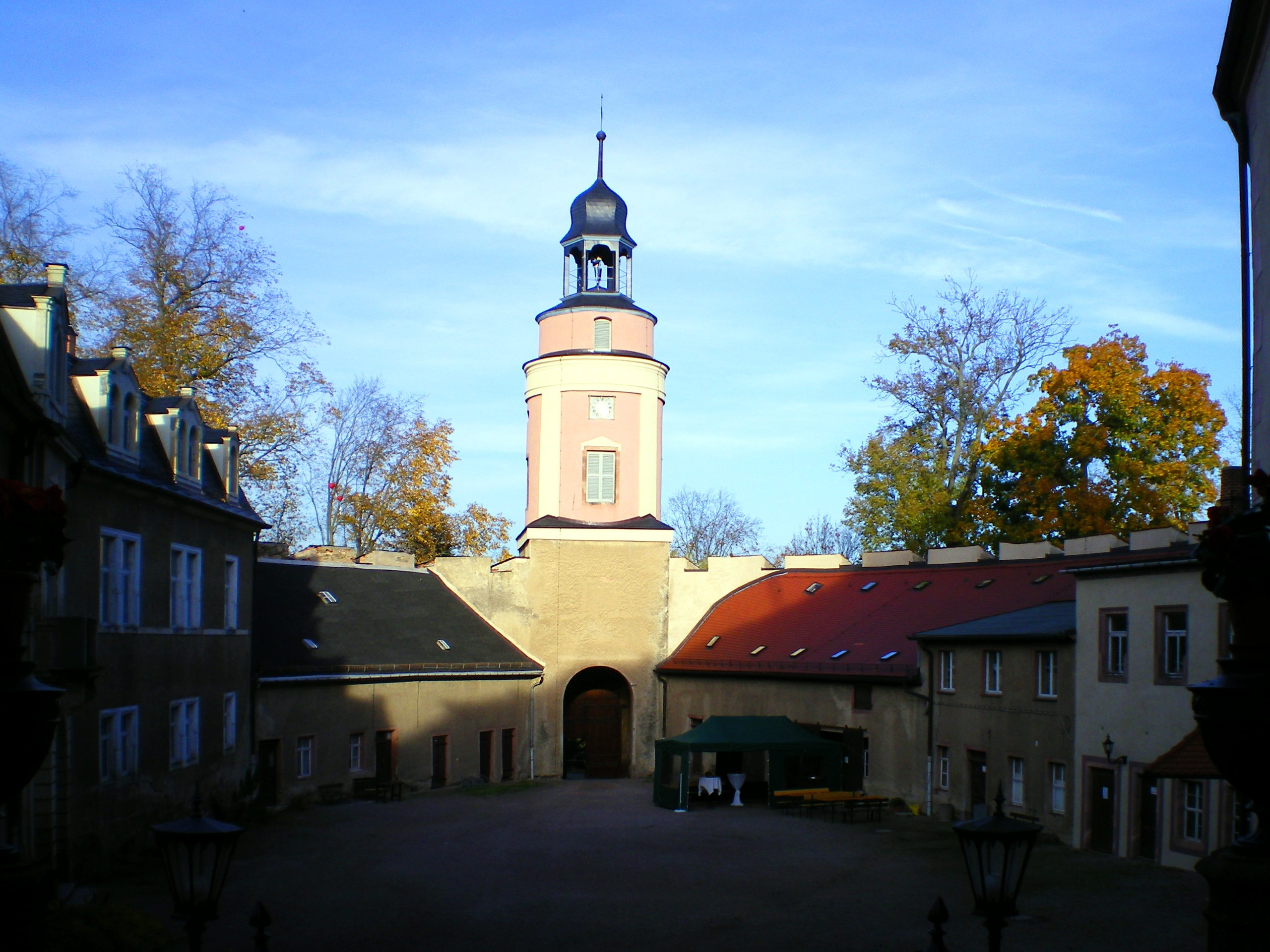
Torturm
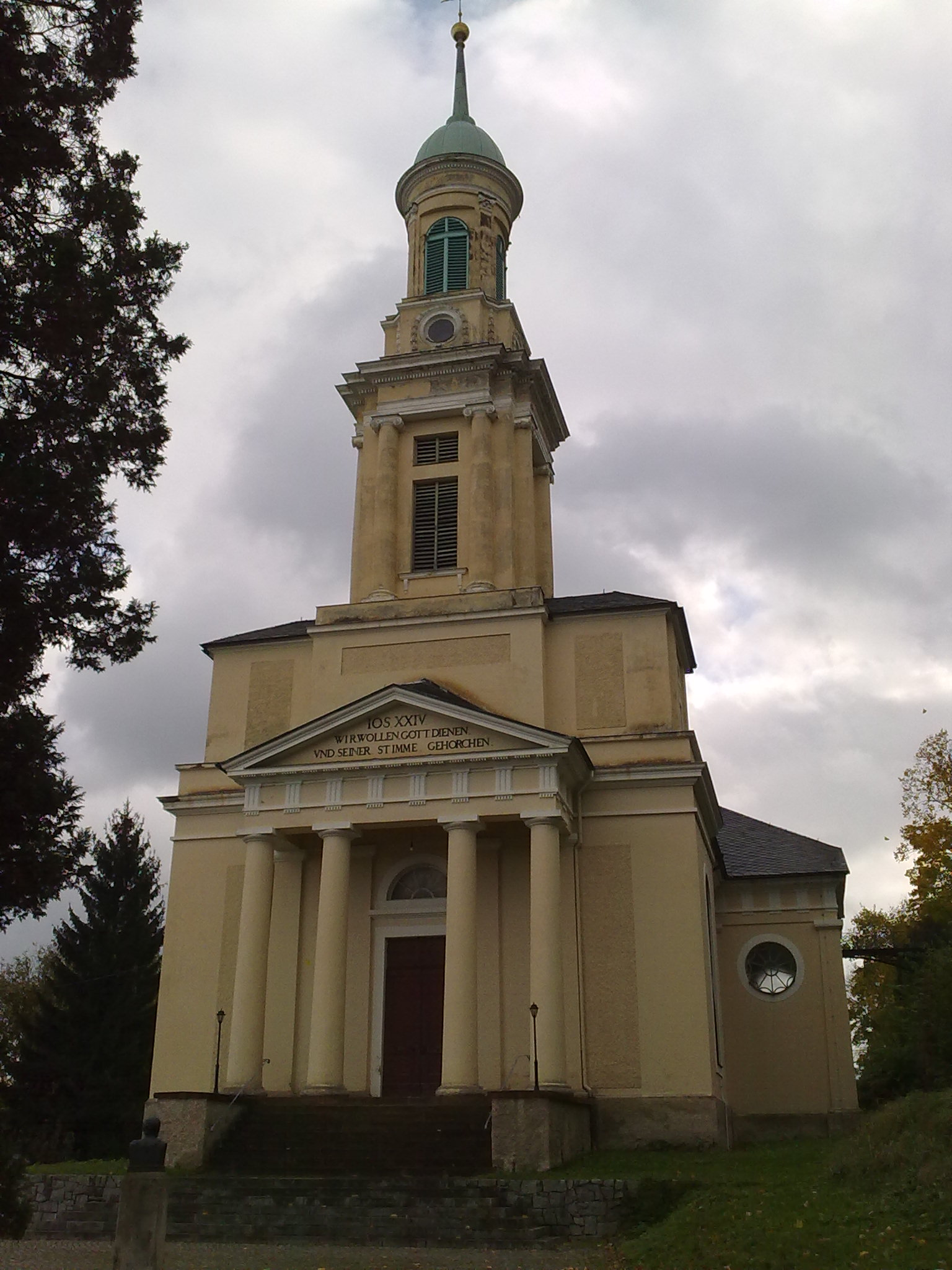
Blick auf die Neue Kirche
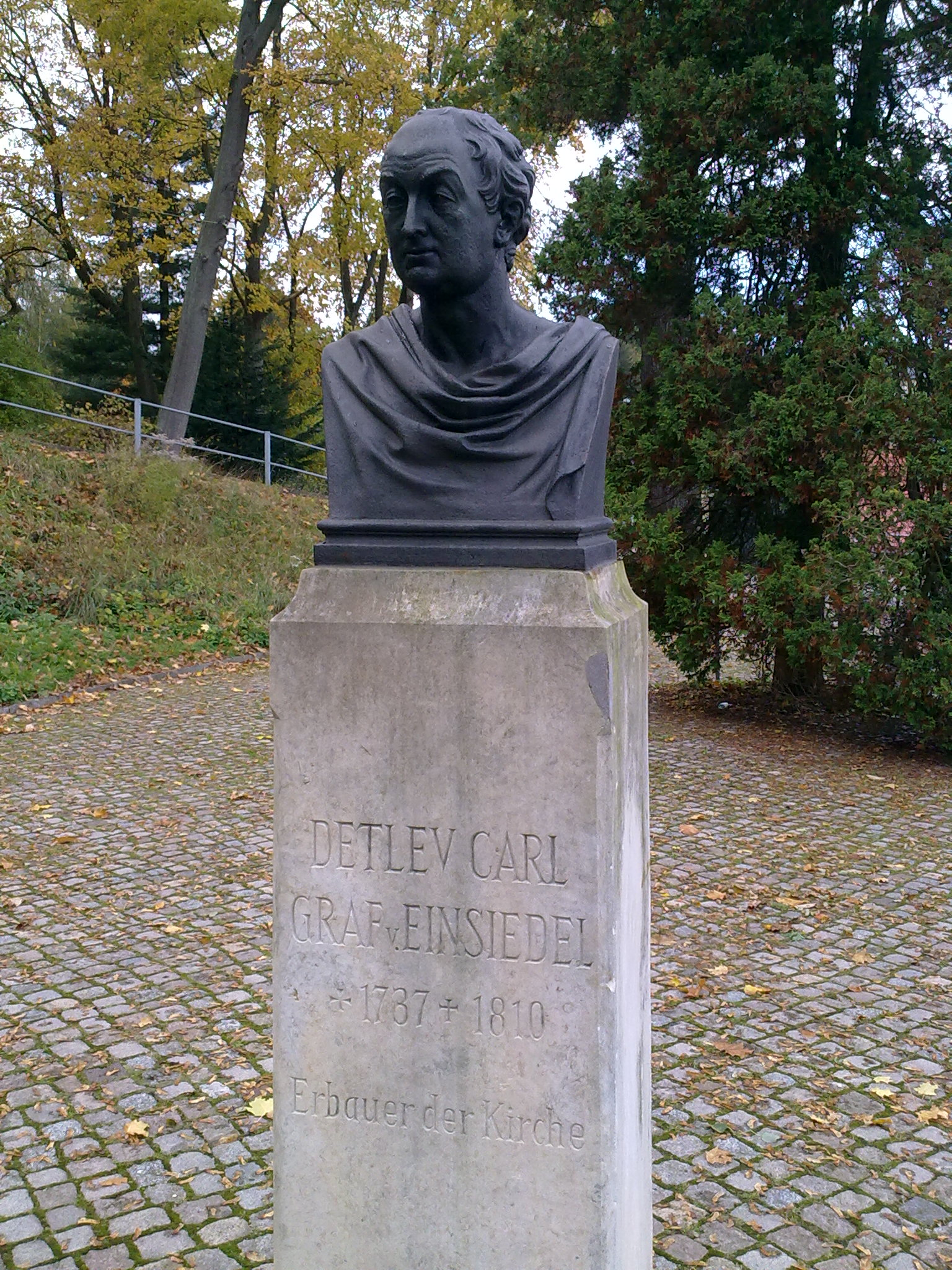
Büste Detlev Carl Graf von Einsiedels am Aufgang zum Schloss und Vorplatz der Kirche
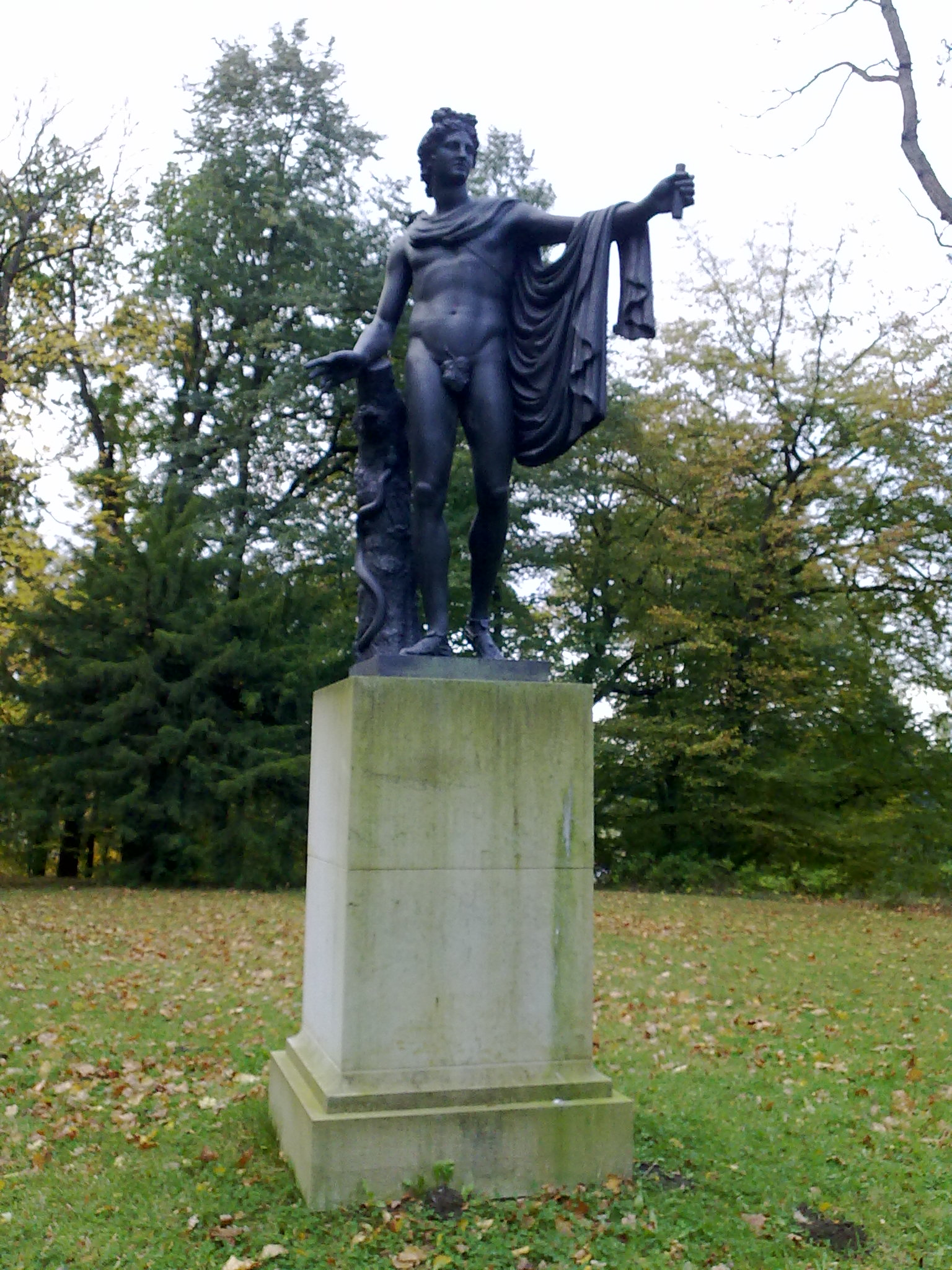
Eine der Lauchhammer-Eisenkunstgussplastiken im ehemaligen Renaissancegarten des Schlosses
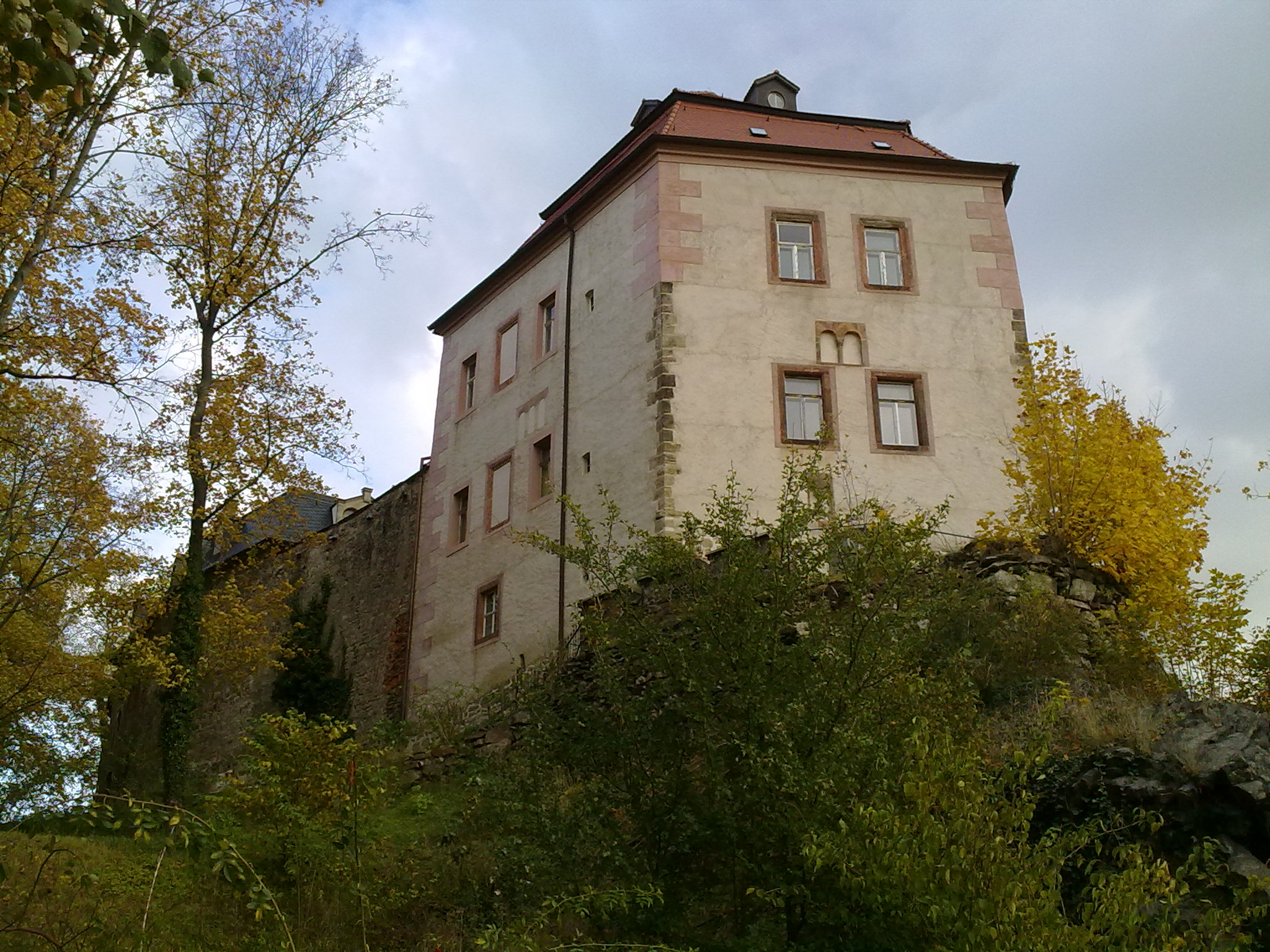
Die Spornseite des Schlosses mit steilem Abfall zur Zwickauer Mulde
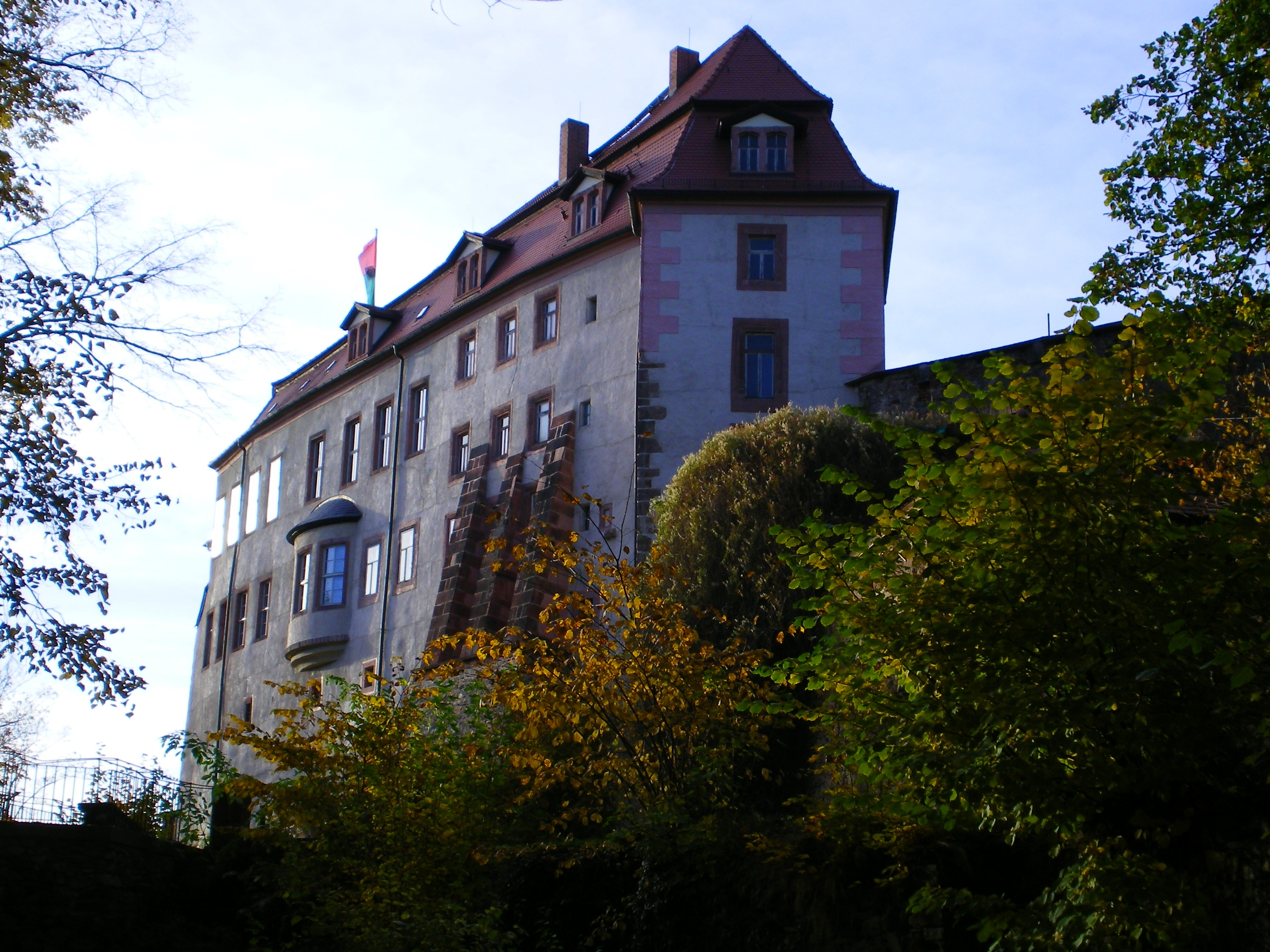
Westansicht des Schlosses

Seit dem 15. Juli 1970 steht das Schloßareal („Schloßberg“) als Bodendenkmal unter Schutz (Burgstall der Burg Wolkenburg).

## Sonstiges
Am 22. Mai 1848 wurde der Maler Fritz von Uhde auf Schloss Wolkenburg geboren.
Auf Schloss Wolkenburg finden regelmäßig die Internationalen Wolkenburger Symposien zur Kunst statt (Wissenschaftlicher Organisator: Gerd-Helge Vogel).

### Neue Kirche (auch: Sankt-Mauritius-Kirche)
Unterhalb der Schlossanlage befindet sich die Neue Kirche (auch: Sankt-Mauritius-Kirche), die als eine der bedeutendsten und stilreinsten Dorfkirchen in klassizistischer Bauweise gilt. Detlev Carl Graf von Einsiedel ließ sie wegen Baufälligkeit der alten Kirche im altgriechischen Tempelstil durch den Dresdner Hofbaumeister Johann August Giesel errichten. Die Grundsteinlegung erfolgte am 12. April 1794, die Einweihung am 29. Oktober 1804. An der Kirche wirkte auch Christian Daniel Rauch mit.